# Klika (sociologie)
Klika (z franc. clique) znamená v sociologii spíše uzavřenou neformální skupinu uvnitř formální organizace, jež prosazuje vlastní zájmy, často v rozporu se zájmy celé organizace. Je obvykle založena na neformálních vztazích mezi určitými osobami, má dlouhodobý charakter a soupeří s jinými klikami. Často má povahu nátlakové skupiny a bývá brzdou změn a reforem, protože se její členové obávají o své postavení.

## Výskyt
Místo pevných pravidel (která však mohou alespoň formálně existovat) bývá řízena vnitřními vztahy mezi jednotlivými členy. V historii existovaly kliky ve velkých politických, společenských, odborných i náboženských organizacích, například v církvích, známé byly i jisté zájmové skupiny v komunistických stranách. Označení klika má obvykle pejorativní charakter a mluví se o ní většinou v souvislosti s kritikou určité skupiny či sdružení. Proto se v politice mnohdy používají mírnější výrazy, jako například „expertní skupina“, „mozkové centrum“ nebo „think tank“. Naproti tomu „křídlo“ nebo „platforma“ bývá skupina názorová či programová a není tedy klikou.